# Antonia Verdier
Antònia Verdier i Borrellas (Barcelona, 19 de gener de 1850 - Barcelona, 8 de desembre de 1928) va ser una primera actriu catalana, mare de la també primera actriu Elvira Fremont.

## Biografia
Antònia Verdier va néixer al carrer de la Cadena de Barcelona, filla del barber Sebastià Verdier i Perapey, natural de Vilaller, i de Maria Borrellas i Serra, natural de Cardona.
La seva germana Elvira Verdier fou també actriu.

## Trajectòria professional
- 1893, 9 de desembre. En el paper de Laia, 30 anys a l'obra L'escurçó d'Ignasi Iglesias, estrenada al teatre Granvia de Barcelona.
- 1908, 25 de novembre. En el paper d'Anneta, 70 anys a l'obra La dama enamorada de Joan Puig i Ferreter, estrenada al teatre Novetats de Barcelona.
- 1912, 2 de març. En el paper de Notària, 48 anys a l'obra El pintor de miracles de Santiago Rusiñol. Estrenada al Catalunya de Barcelona.
- 1912, 30 de març. En el paper de La Mare del Cec, 50 anys a l'obra La Verge del Mar de Santiago Rusiñol, estrenada al teatre Catalunya de Barcelona.
- 1912, 20 d'abril. En el paper de Donya Carme a l'obra L'Esbojarrada d'Antoni Muntañola, estrenada al teatre Catalunya de Barcelona.
- 1912, 27 de novembre. En el paper de la seva Mare a l'obra Epitalami d'Ambrosi Carrion. Estrenada al teatre Espanyol de Barcelona.
- 1917, 18 de desembre. En el paper de Clara a l'obra Garidó i Francina de Joan Puig i Ferreter, estrenada al teatre Romea de Barcelona.
- 1918, 30 de març. En el paper de Serafina a l'obra La mel i les vespes de Josep Pous i Pagès, estrenada al teatre Romea de Barcelona.